# 苞叶龙胆
苞叶龙胆（学名：Gentiana incompta）是龙胆科龙胆属的植物，是中国的特有植物。分布于中国大陆的湖北、四川、陕西等地，生长于海拔750米至2,800米的地区，常生长在沟谷、林下、山坡路旁、林缘草地、山坡草地或灌丛中，目前尚未由人工引种栽培。